# فروع معدية خلفية للجذع المبهمي الخلفي
الفروع المعدية الخلفية للجذع المبهمي الخلفي هي فروع تنشأ من الجذع المبهمي الخلفي وتغذي المعدة. 
تغذي الفروع المعدية السطح الخلفي للمعدة وتعرف فروعها النهائية التي تغذي غار البواب والجدار الخلفي لقناة البواب باسم "قدم الغراب".